# 안응칠 역사
안응칠 역사(安應七 歷史)는 안중근(安重根)이 1909년 10월 26일 하얼빈(哈爾賓)에서 이토(伊藤博文)를 저격한 뒤, 뤼순감옥에 수감된 그 해 12월 13일부터 적기 시작하여 이듬해인 1910년 3월 15일 탈고한 자서전적인 옥중 수기로 《안중근의사 자서전》이라고 흔히 말하기도 한다. 안응칠은 안중근의 어릴 때의 이름(아명)이다.

## 원본
책의 원본은 전해지지 않고 그 동안 일본어 번역본과 한문 등초본 등이 차례로 일본에서 공개되어, 1970년과 1979년 안중근의사숭모회에서  《안중근의사 자서전》이라는 제명으로 번역·간행하였다.
내용은 목차 구분없이 1879년 7월 16일(음력) 탄생에서부터 가족의 일화, 생장과정, 동학당 퇴치, 천주교 입교, 지방관의 학정과 부패에 대한 저항, 교육구국운동, 의병전쟁 참여, 이또우 저격, 검찰과 재판관의 심문과 공판과정, 그리고 1910년 2월 1일(음력) 마지막 천주교성사에 이르기까지의 일생을 기록하였다.
이 책에서는 애국계몽적인 차원에서 시작하여 민권의 자유가 실현되는 문명 독립국으로의 개혁을 염원하는 사회의식과 민족주의적 애국사상으로 변모해가는 모습을 보여주고 있다.
이와는 별도로 1914년 중국 상해에서 발간한 안중근의 전기로  박은식(朴殷植)의 안중근전(安重根傳)이라는 책자가 있는데 대동편집국(大同編輯局)에서 발간하였다. 한문으로 저술되었으며 저자는 창해노방실(滄海老紡室)이라는 필명을 쓰고 있는데, 그 내용이 『한국통사(韓國痛史)』의 해당부분 내용과 거의 같은 점이 특색이다.
원고 자체는 1912년에 완성되었다. 이 저술은 1920년 상해의 『독립신문(獨立新聞)』에도 4회에 걸쳐 일부가 연재된 바 있고, 그것은 『박은식전서(朴殷植全書)』 중에도 실렸다. 『안중근전』은 관련사진과 나남산(羅南山)과 주호(周浩) 등 중국인 6인의 서문에 이어, 서언과 28장의 내용 그리고 결론으로 안중근의 생애를 다루고 있다.

## 평가
안중근에 대한 전기는 1920년 이전에만도 박은식, 김택영, 계봉우 및 중국인 정육(鄭淯) 등에 의해 편찬되었으나, 《안응칠 역사》는 본인이 직접 기술한 자전이라는 점에서 그 자료적 가치가 매우 크다는 평가이다.
안 의사는 옥중에서 《안응칠 역사》와 《동양 평화론》을 지었다. 그중 자서전인 《안응칠 역사》는 완성되었지만, 논문형식의 논설 《동양 평화론》은 '서문'과 '전감 1'만 지어졌고 나머지 '현상 2', '복선 3', '문답'은 목차만 제시된 채 미완성으로 남았다. 당시 안 의사가 이를 집필하기 위해 사형집행 날짜를 한 달쯤 늦추도록 고등법원장 '히라이시'에게 청하여 그의 약속을 받았으나 결국 그 약속은 지켜지지 않았다.
《동양 평화론》의 서문에서 안 의사는 만약 정략을 고치지 않고 핍박이 날로 심해지면, 차라리 다른 인종에게 망할지언정 차마 같은 인종 황인종에게 욕을 당할 수는 없다는 의론이 한국·청국 두 나라 사람의 마음속에 용솟음쳐 위ㆍ아래가 한 몸이 되어 스스로 여러 사람 앞에 나설 수밖에 없음이 불을 보듯 뻔한 형세이다. 그렇게 되면…(若政略不改 逼迫日甚則 不得已寧亡於異族 不忍受辱於同種 議論湧出於韓淸兩國人之肺腑 上下一體 自爲白人之前驅 明若觀火之勢矣. 然則…)이라 하여 일제의 침략정책을 경고하여 안중근 의사의 생각과 뜻을 명확히 밝히고 있다. 세계정세에 민감하게 대응하는 논리가 엿보이는 내용이라는 평가를 받고 있다.

## 같이 보기
- 동양 평화론
- 안중근 의사 유묵

## 참고 자료
- 「안중근의사자서전」, 이은상번역, 안중근의사숭모회(1970년, 1979년)